# ヒシダイ科
ヒシダイ科（学名：Caproidae）は、スズキ目ヒシダイ亜目に所属する魚類の分類群の一つ。『Fishes of the world 5th edition』では独立のヒシダイ目として扱われている。ヒシダイなど、深みで生活する底生魚を中心に少なくとも2属18種が記載される。系統学的な評価・位置付けには不明な点が多く、分類の極めて不安定なグループとなっている。

## 分布・生態
ヒシダイ科の魚類はすべて海水魚で、太平洋・インド洋・大西洋など、世界中の温暖な海に広く分布する。主に海底付近で生活する底生性魚類の一群であり、水深50-600mにかけての中深度に分布する種類が多い。群れを形成し、底引き網などで漁獲されることもあるが、食用として利用されることはほとんどない。

## 形態

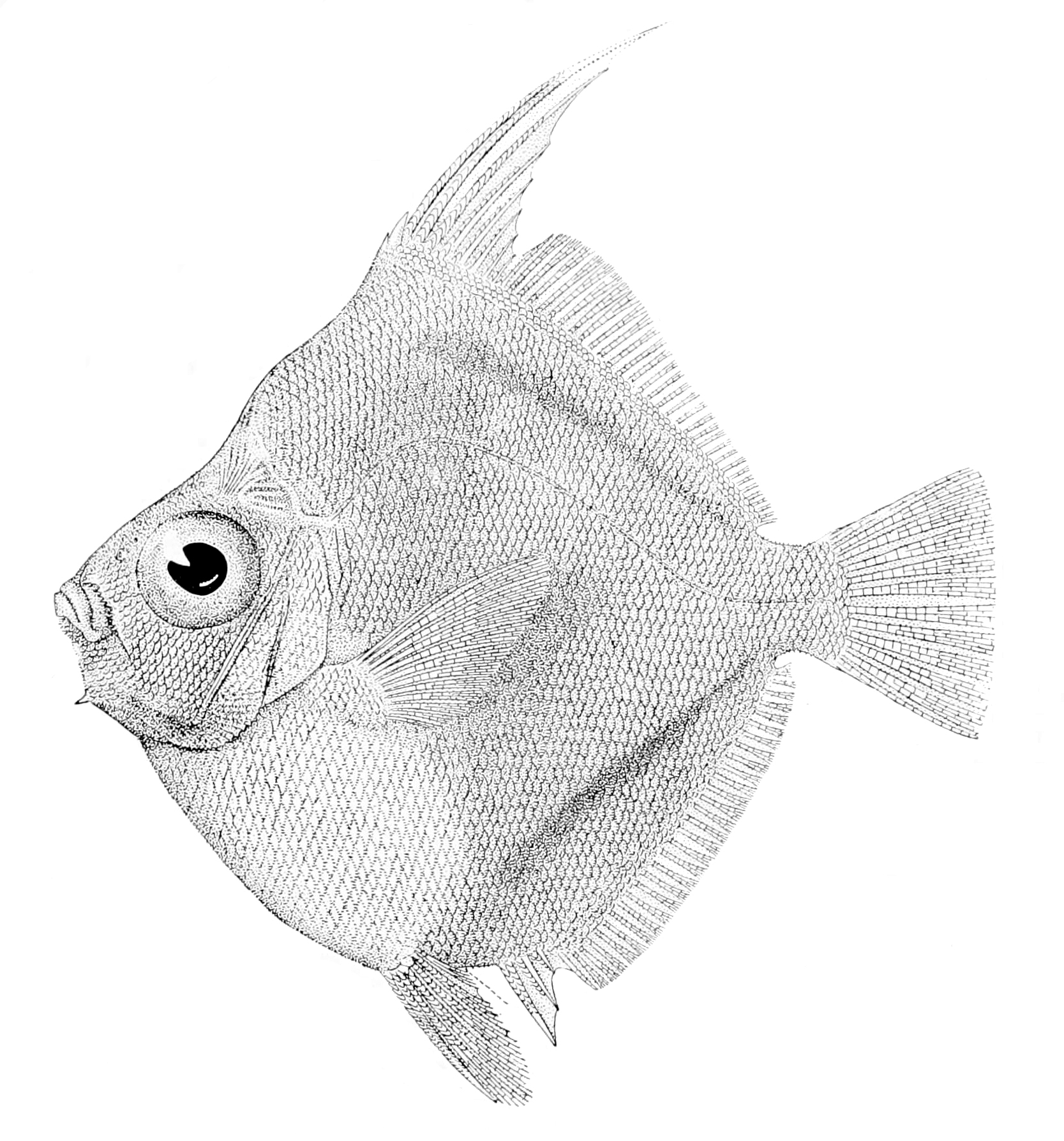
ヒシダイ属の1種（Antigonia eos）。体高が高く、菱形の体型をもつことが本科魚類の特徴である

ヒシダイ科の仲間は左右に平べったく側扁し、体高は顕著に高い。赤色や橙色を基調とした体色をもち、全長30cm程度にまで成長する小~中型の魚類である。
背鰭・臀鰭の棘条は、それぞれ7-9本および2-3本。腹鰭は1棘5軟条で、尾鰭は円みを帯びる。鱗は小さく、櫛鱗である。下肋をもち、椎骨は21-23個。

## 分類
ヒシダイ科はヒシダイ亜目を構成する（現生群としては）唯一の科とされているものの、分類学上の位置付けは極めて不安定である。ヒシダイ属と Capros 属は腹鰭の構造に共通の形質をもつと考えられてきたが、近年のより詳細な形態学的解析によれば、両属はいかなる共有派生形質も持たず、科そのものの単系統性を支持する根拠は乏しいことが示されている。
外見上の類似性から、本亜目はかつてマトウダイ目に含められていたが、尾鰭の支持骨格はむしろスズキ目と近いことが指摘され、現在では暫定的にスズキ目の内部に置かれるようになっている。ヒシダイ科・マトウダイ目・フグ目の3グループが密接な類縁関係をもち、単一のクレードを構成するという報告もあるものの、その評価については見解が分かれている。
ヒシダイ亜目には現生のヒシダイ科の他に、絶滅したグループとして Sorbinipercidae 科（Sorbinicapros、Sorbiniperca の2属を含む）および Zorzinichthyidae 科（Zorzinichthys 属のみ）の2科が知られる。いずれもイタリアにおける始新世の地層から化石が報告され、ヒシダイ科と近い関係にあることが示唆されている。
ヒシダイ科にはNelson（2016）の体系において2亜科2属18種が認められている。FishBaseでは2亜科をそれぞれ独立の科として扱っている。

### ヒシダイ亜科

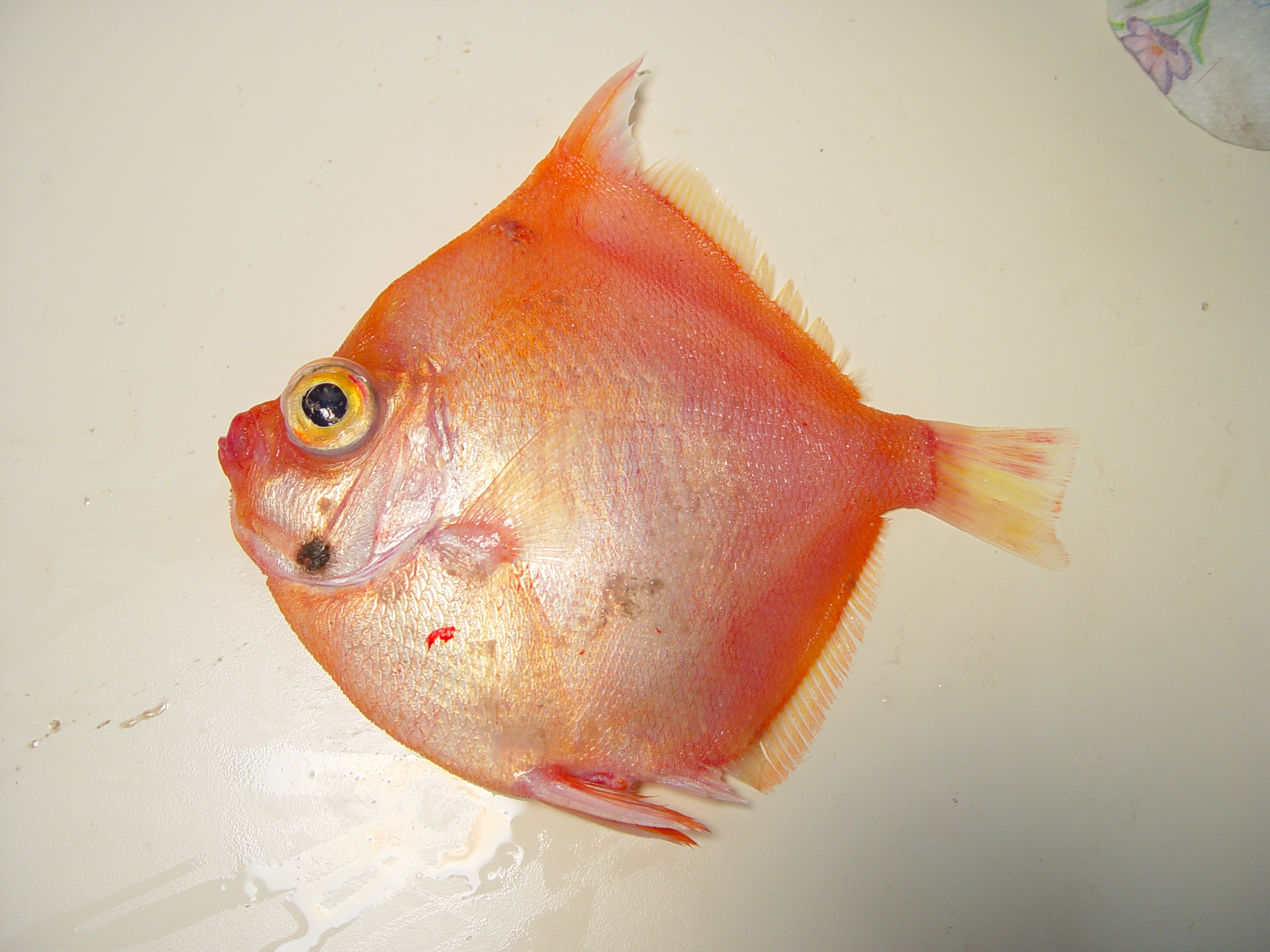
ヒシダイ（Antigonia capros）。南日本を含むインド太平洋から、大西洋にかけて幅広く分布する種類。若魚は背鰭から腹鰭にかけて橙色の横縞をもつ（写真の個体では痕跡的）

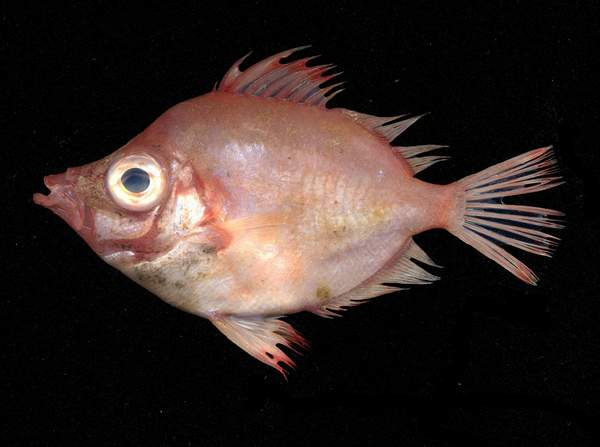
Caproinae 亜科の1種（Capros aper）。地中海・大西洋北東部に分布し、ヨーロッパでは古くから知られる魚類の一種である

ヒシダイ亜科 Antigoniinae は1属17種からなり、始新世・中新世の化石種も知られている。
側扁した体は非常に薄く、体色は一般に赤みが強い。体高が著しく高く、菱形の体型となる。多くの鱗は後方に曲った隆起をもつ。
背鰭の鰭条は8-9本の棘条と、26-38本の軟条で構成される。臀鰭は3棘で、軟条部とは分かれる。尾鰭の主鰭条は12本で、うち10本は分枝する。口蓋骨の上顎突起は鼻骨の前端と関節する。
- ヒシダイ属 Antigonia
  - ヒシダイ Antigonia capros
  - ベニヒシダイ Antigonia rubescens
  - ミナミヒシダイ Antigonia rubicunda
  - Antigonia aurorosea
  - Antigonia combatia
  - Antigonia eos
  - Antigonia hulleyi
  - Antigonia indica
  - Antigonia kenyae
  - Antigonia malayana
  - Antigonia ovalis
  - Antigonia quiproqua
  - Antigonia rhomboidea
  - Antigonia saya
  - Antigonia socotrae
  - Antigonia undulata
  - Antigonia xenolepis

### Caproinae 亜科
Caproinae 亜科は1属1種で、Capros aper のみを含む。尾鰭の主鰭条は14本で、うち12本が分枝する。5個の明瞭な下尾骨をもち、マトウダイ目の魚類とは異なり互いに癒合はしない。マトウダイ科と極めてよく似た外部形態をもつが、腹部の棘板（spinous plate）を欠くなどの違いがある。
- Capros 属
  - Capros aper